# سعید انصاری (آهنگساز)
سعید انصاری (زادهٔ ۱۳۴۱ در تهران) موسیقی‌دان و آهنگساز اهل ایران است.

## زندگی هنری
سعید انصاری در سال ۱۳۴۱ در تهران متولد شد. او فراگیری موسیقی را از کودکی آغاز نمود و نوازندگی سازهای سه تار و گیتار کلاسیک را آموخت. وی که فارغ‌التحصیل رشته ادبیات انگلیسی از دانشگاه تهران می‌باشد از سال ۱۳۷۰ در عرصه آهنگسازی فیلم و سریال شروع به فعالیت نمود.
او برای موسیقی فیلم سینمایی «بانی چاو» نامزد دریافت بهترین موسیقی فیلم از چهاردهمین جشنواره بین‌المللی فیلم فجر شد. همچنین در شهریور ۱۳۸۳ برای ساخت موسیقی فیلم «اشک سرما» برنده بهترین موسیقی متن از هشتمین دوره جشن سینمای ایران شد.
او همچنین آثاری در زمینه موسیقی کودک ساخته و منتشر کرده‌است.

## آثار

### فیلم سینمایی
از جمله آثار موسیقی فیلم سعید انصاری به موارد زیر می‌توان اشاره نمود:
- «جامه‌دران» به کارگردانی «حمیدرضا قطبی» (۱۳۹۳)[۶]
- «حوض نقاشی» به کارگردانی «مازیار میری» (۱۳۹۱)
- «۳۳ روز» به کارگردانی «جمال شورجه» (۱۳۸۹)
- «بی‌وفا (فیلم ۱۳۸۵)» به کارگردانی «اصغر نعیمی» (۱۳۸۵)
- «گناه من» به کارگردانی «مهرشاد کارخانی» (۱۳۸۵)
- «چوپان دروغگو (فیلم ۱۳۸۴)» به کارگردانی «سیروس حسن پور» (۱۳۸۴)
- «شب بخیر فرمانده» به کارگردانی «انسیه شاه حسینی» (۱۳۸۴)
- «مجردها (فیلم ۱۳۸۳)» به کارگردانی «اصغر هاشمی» (۱۳۸۳)
- «اشک سرما» به کارگردانی «عزیزالله حمیدنژاد» (۱۳۸۲)
- «تب» به کارگردانی «رضا کریمی» (۱۳۸۲)
- «روایت سه‌گانه» (اپیزود دوم، شوخی‌های خدا) به کارگردانی «عبدالحسین برزیده» (۱۳۸۲)
- «دختر ایرونی» به کارگردانی «محمدحسین لطیفی» (۱۳۸۱)
- «قطار کودکی» به کارگردانی «سیروس حسن پور» (۱۳۸۱)
- «دهقان فداکار (فیلم)» به کارگردانی «سیروس حسن پور» (۱۳۸۰)
- «عزیزم من کوک نیستم» به کارگردانی «محمدرضا هنرمند» (۱۳۸۰)
- «رنجر (فیلم)» به کارگردانی «احمد مرادپور» (۱۳۷۸)
- «آی پارا» به کارگردانی «محرم زینال زاده» (۱۳۷۷)
- «پشت دیوار شب» به کارگردانی «مهران تأییدی» (۱۳۷۶)
- «مرد کوچک» به کارگردانی «ابراهیم فروزش» (۱۳۷۶)
- «یورش (فیلم)» به کارگردانی «محسن محسنی نسب» (۱۳۷۶)
- «اعتراف (فیلم ۱۳۷۵)» به کارگردانی «مجید فهیم خواه» (۱۳۷۵)
- «روی خط مرگ» به کارگردانی «شفیع آقامحمدیان» (۱۳۷۵)
- «اعاده امنیت» به کارگردانی «حمید رخشانی» (۱۳۷۴)
- «بانی چاو» به کارگردانی «احمدرضا گرشاسبی» (۱۳۷۴)
- «پاتک (فیلم)» به کارگردانی «علی اصغر شادروان» (۱۳۷۴)
- «پاییز بلند» به کارگردانی «منوچهر عسگری نسب» (۱۳۷۲)
- «پرواز از اردوگاه» به کارگردانی «حسن کاربخش» (۱۳۷۲)
- «دره هزار فانوس» به کارگردانی «احمدرضا گرشاسبی» (۱۳۷۲)
- «پیشانی‌سفید» به کارگردانی «اکبر منصور فلاح» (۱۳۷۱)
- «سفر» به کارگردانی «سیدرضا شانه ساز شیرازی» (۱۳۷۱)

### سریال تلویزیونی
از جمله آثار موسیقی سریال سعید انصاری به موارد زیر می‌توان اشاره نمود:
- «نابرده رنج» به کارگردانی علیرضا بذرافشان (۱۳۹۰)[۸]
- «پهلوانان (انیمیشن)» به کارگردانی «سیاوش زرین آبادی» (۱۳۹۰)
- «گام‌های معلق» به کارگردانی «شاهرخ دولکو» (۱۳۸۹)
- «مأمور بدرقه» به کارگردانی «سعید سلطانی» (۱۳۸۷)[۹]
- «و خداوند عشق را آفرید» به کارگردانی «مسعود شامحمدی» (۱۳۸۴)[۱۰]
- « رسم عاشقی» به کارگردانی «سعید سلطانی» (۱۳۸۳)[۱۱]
- «خانه‌ای در تاریکی» به کارگردانی «سعید سلطانی» (۱۳۸۲)
- «جوانی» به کارگردانی «سعید سلطانی» (۱۳۸۰)
- «پس از باران» به کارگردانی «سعید سلطانی» (۱۳۷۹)
- «میعاد در سپیده‌دم» به کارگردانی «سعید سلطانی» (۱۳۷۷)
- «روزها و حکمت‌ها» به کارگردانی «بهرام شاه‌محمدلو و ناهید محمدیان» (۱۳۷۲)